# Мехробод (Лахш)
Мехробод (тадж. Меҳробод, до марта 2022 г. — Дувана) — село в Сайлиободском сельском джамоате Лахшского района, его центр. Расстояние от села до центра района — 50 км. Население — 1718 человек (2017 г.), таджики.